# بخش ماینپوری
بخش ماینپوری (به انگلیسی: Mainpuri district) یک منطقهٔ مسکونی در هند است که در Agra division واقع شده‌است. بخش ماینپوری ۲٬۷۴۵ کیلومتر مربع مساحت و ۱٬۸۶۸٬۵۲۹ نفر جمعیت دارد.